# Eduardo Hernández (pallavolista)
Eduardo Hernández (Ponce, 22 ottobre 1990) è un pallavolista portoricano, schiacciatore dei Changos de Naranjito.

## Carriera

### Club
La carriera di Eduardo Hernández inizia nei tornei scolastici portoricani, giocando per il Colegio Ponceño. Concluse le scuole superiori si trasferisce per motivi di studio negli Stati Uniti d'America, dove entra a far parte della squadra di pallavolo maschile della Rutgers Newark, giocando la NCAA Division I dal 2009 al 2010.
Nella stagione 2011-12 firma il suo primo contratto professionistico, ingaggiato dai Gigantes de Adjuntas nella Liga de Voleibol Superior Masculino, venendo anche premiato come miglior esordiente del torneo. Nella stagione seguente, col trasferimento della sua franchigia a Coamo, gioca per i neonati Maratonistas de Coamo, che lascia poco dopo l'inizio del campionato 2013-14, restando svincolato fino al campionato seguente, quando approda ai Cariduros de Fajardo.
Dopo un'annata di inattività, in seguito alla mancata iscrizione della sua franchigia al campionato, torna in campo nel campionato 2016-17, sempre coi Cariduros de Fajardo, venendo premiato come miglior ritorno nel torneo. Nel campionato seguente approda invece ai Gigantes de Adjuntas, con cui gioca anche nella Liga de Voleibol Superior Masculino 2018.
In seguito gioca per la prima volta all'estero, in Bahrein, con l'A'Ali. Dopo un periodo di inattività, torna in campo negli Stati Uniti coi Dallas Tornadoes, partecipando alla NVA 2021, facendo quindi ritorno in patria per prendere parte alla Liga de Voleibol Superior Masculino 2021 coi Capitanes de Arecibo. Partecipa poi alla NVA 2022, questa volta con gli LA Blaze, dopo la quale è di scena nella Liga de Voleibol Superior Masculino 2022 coi Changos de Naranjito.

## Palmarès

### Premi individuali
- 2012 - Liga de Voleibol Superior Masculino: Miglior esordiente
- 2017 - Liga de Voleibol Superior Masculino: Miglior ritorno